# Khalīj-e Gorgān
Khalīj-e Gorgān (persiska: خليج گرگان, اَستِر آباد بَی, حَسَنقُلی) är en vik i Iran.   Den ligger i provinsen Mazandaran, i den norra delen av landet, 240 km nordost om huvudstaden Teheran.